# Castello di Solofra
Il castello di Solofra è un castello sito in Solofra (in provincia di Avellino). Sorto in epoca longobarda, presenta diverse stratificazioni che testimoniano le varie riconversioni che lo riguardarono. È posto su una collina ai piedi del monte Pergola, una posizione strategica che offre un vasto panorama comprendente il centro cittadino con i monti retrostanti (fra cui il Pizzo San Michele), la bassa valle solofrana e parte del montorese. Oggi si presenta come un rudere, a causa del suo progressivo abbandono, cominciato nell''800 e proseguito nel '900, e ancora oggi non riesce ad essere riqualificato e ristrutturato, nonostante sia l'unico monumento rimasto a testimonianza dell'epoca medioevale a Solofra.

## Storia
Dopo l'arrivo dei longobardi nelle regioni interne del Meridione, venne fondato il Ducato di Benevento (diviso in gastaldati), che inizialmente terminava a sud con la catena dei monti Mai, con Mercato San Severino (a quel tempo gastaldato di Rota), e con i monti di Montoro e Forino. A difesa dei confini nacquero infatti diversi castelli, tra cui quelli di Serino e di Montoro, e allo stesso tempo venne rinforzato il castrum di Rota. Successivamente il Ducato conquistò il territorio di Salerno, ma a causa di alcune lotte di potere tra i principi Radelchi e Siconolfo, nel 849 il ducato beneventano si divise in due: il principato di Salerno e il principato di Benevento. Dopo questa divisione, l'allora piccolo centro di Solofra, sviluppato intorno alla pieve di Sant’Angelo e Santa Maria, che era considerato vico, passò al principato di Salerno insieme a Serino, come parte del Gastaldato di Rota. Sul confine tra i due principati vennero quindi a crearsi diversi punti difensivi, tra questi nacque anche il castello di Solofra. Il complesso difensivo dei monti Pergola e San Marco, infatti, è sempre stato strategico, grazie alle sue caratteristiche morfologiche che consentivano di controllare il territorio (oltre a presidiare i confini era necessario sorvegliare due importanti vie di comunicazione: la via di Turci e la via antiqua qui vadit ad sancte Agathe, già presenti in epoca romana nella valle solofrana e montorese) ed allo stesso tempo lo rendevano protetto dalle invasioni. Ad esempio la rocciosa collina di Castelluccia fu da subito utilizzata per il controllo.
Successivamente, con i Normanni, il Gastaldato di Rota, e quindi il locum Solofrae, subì gli attacchi di Troisio, intorno al 1045, che successivamente fu nominato da Roberto il Guiscardo conte di Rota. In seguito la stessa contea si divise, nel 1121, e Serino, con Solofra e Sant'Agata, fu governato da Saracena e da Roberto II. In questo periodo il feudo si ingrandì con nuovi territori, e i castelli longobardi di Serino e Solofra, data la loro importanza strategica, furono riutilizzati, cosa frequente in epoca normanna, subendo molto probabilmente diverse trasformazioni, riscontrabili a Solofra in mancati allineamenti delle mura e diverse tessiture murarie.
Nel XII secolo, durante il periodo svevo, il feudo di Serino era in possesso dei Sanseverino di Tricarico e Ruggero II assegnò soltanto il piccolo feudo di Solofra a Giordano, che però morì poco tempo dopo. Così il feudo tornò ad unirsi a Serino, con Giacomo Tricarico. L'Universitas di Solofra avanzò la richiesta di decadenza del potere feudale alla Magna Curia, e Giacomo dovette affrontare un'inchiesta. Alla morte di quest'ultimo, nel 1256, si ebbe la definitiva divisione del feudo di Solofra da Serino, con la sua assegnazione alla figlia, Giordana de Tricarico, che lo portò in dote ad Arduino Filangieri di Candida. In questo periodo fu apportato un'altra modifica al castello di Solofra, come testimoniano la planimetria tipicamente sveva e le torri quadrangolari sporgenti dalla corte. Dopo questo intervento il castello assunse il suo aspetto definitivo.
Con gli Angioini il feudo di Solofra si ampliò: parte del casale di Sant'Agata (appartenente a Serino, quindi ai Tricarico) passò a Solofra, come ricompensa per la fedeltà del Filangieri e per punire i Tricarico. Si venne quindi a creare la distinzione tra Sant'Agata di sotto, o di Serino, e Sant'Agata di Sopra, o di Solofra. In seguito a questo ampliamento il castello non era più che un semplice rinforzo a Serino anche se aveva una guarnigione di soldati per il controllo dei commerci e del Passo di Turci, ove tra l'altro c'era la regia dogana. Nel 1409 si estinse il ramo maschile dei Filangieri e il re Ladislao acquisì il feudo, assegnandolo ad un suo rappresentante. Difatti nel 1417 il conte di Montoro e Nocera Francesco Zurolo detto Zurlo (figlio di Bernardo, I conte di Montoro,  m.1415 e Antonella Caracciolo; fratello di Giovanni n.1381 m.1440, feudatario di Angri, e Salvatore detto Rossillo, III conte di Nusco) si impossessò del feudo con la forza, ma Filippo Filangieri, appartenente ad un ramo cadetto della famiglia, non intendeva cedere il suo diritto, così pose l'assedio al castello di Solofra. Ad intervenire fu la regina Giovanna II che ingiunse al Filangieri di terminare l'assedio, e allo Zurolo di abbandonare il castello in attesa della decisione reale sull'assegnazione. In realtà lo Zurolo ottenne privilegio in modo che il castello venisse assegnato ad un suo valoroso milite fedele, Antonio Bulcano. Nel 1463 il re Ferrante d'Aragona assegnò definitivamente il castello agli Zurolo (detti anche Zuroli o Zurli), in quanto venne utilizzato sia per ospitare gli armigeri che come carcere, poiché gli Zurolo (cfr. sul cognome della famiglia, oltre ai documenti più antichi, la grande lapide intitolata al feudatario Ercole Zurolo - figlio di Scipione m. 1494 e di Livia Filomarino; fratello di Ettore m. 1519, Alfonso, Cesare e Giovanni che fu l'abate della Collegiata di Solofra - posta nella predetta Collegiata di San Michele Arcangelo) vivevano nel proprio palazzo/maniero, detto "delle Mirandi" in Solofra, che oggi più non esiste. Nel 1512 il castello fu temporaneamente sottratto a costoro perché Ludovico della Tolfa lo occupò con le proprie numerose truppe. Nel 1528 Ercole Zurolo abbandonò il castello, per la imminente venuta nel regno di Napoli del generale francese Odet de Foix visconte di Lautrec. Da quest'ultimo la famiglia Zurolo fu spogliata dai suoi feudi e ricchezze per aver oltretutto parteggiato con il sovrano di Spagna Carlo V.
Tra il XIV e il XV secolo il castello fu oggetto di altri rifacimenti (osservabili in alcuni tratti murari), che però non trasformarono l'assetto originario del castello. In questo periodo fu anche costruito il rivellino (cinta muraria). Gli Orsini, nel 1555, acquistarono il feudo di Solofra e il suo castello, quest'ultimo utilizzato sempre per ospitare le truppe e i detenuti. Gli Orsini rimarranno a Solofra fino alla fine del feudalesimo, in particolare fino al 1806. Essi concessero degli statuti alla comunità solofrana, impegnandosi a non pretendere dall'Universitas la cura del castello e ad usarlo come carcere per i reati più gravi. Nel 1565 parte delle mura vennero smantellate da Beatrice Ferrella Orsini per la costruzione del proprio palazzo (oggi sede del comune). Gli Orsini infatti usavano il castello come un loro fondo privato, che nel 1785 fu oggetto di una concessione enfiteutica a Gaetano Tura per tre generazioni. Inoltre, dopo l'eversione del feudalesimo, essi non volevano restituire il maniero alla comunità, la quale intraprese una causa nei loro confronti che, tuttavia, non ottenne alcun risultato. Gli Orsini ingiunsero la sua restituzione al primicerio Gennaro Tura, perché non aveva soddisfatto alcune annate. Egli, di conseguenza, si rivolse al sacerdote Rocco Didonato, che già deteneva il diritto di patronato della chiesa di San Nicola alla base della collina del castello. I Didonato sono ancora oggi proprietari del fondo del castello. Inizialmente adibito a casa rurale, il castello fu poi abbandonato definitivamente nei primi decenni del XX secolo.
Il castello è stato ritratto, nella sua composizione originaria, da Matteo Vigilante, pittore solofrano, nel ciclo di dipinti della cappella dell'Immacolata, nella Collegiata di San Michele di Solofra, dove si può osservare l'assetto delle quattro torri quadrangolari e il rivellino. Il castello, come molti ambienti dell'epoca medioevale, è stato alla base di alcune leggende riguardante chi lo ha visitato e abitato, leggende che riguardano strani rumori e apparizioni. Una credenza affermava, inoltre, che il castello fosse collegato con il palazzo Orsini mediante un lungo cunicolo.

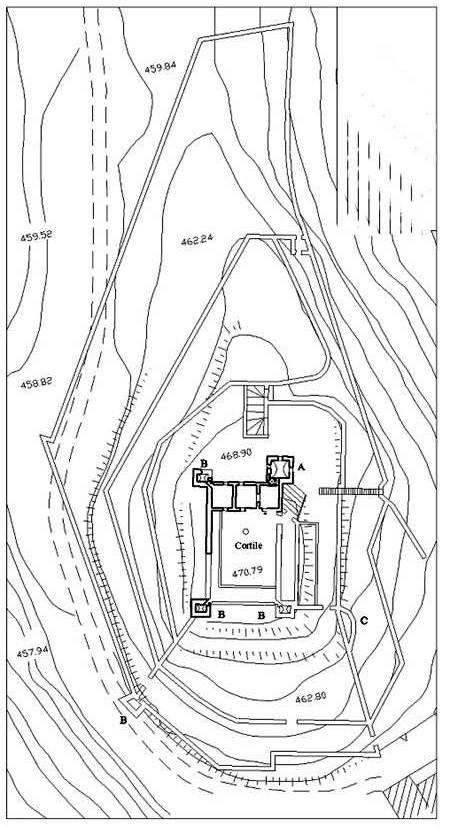
Ricostruzione della pianta originale del castello

## Descrizione

### In passato
Il castello in origine si presentava come un fortilizio composto da un cortile centrale, intorno al quale esistevano diversi ambienti residenziali e di servizio. In corrispondenza degli spigoli c'erano quattro torri, di cui una più grande (il mastio). Tutt'intorno erano presenti due cinte murarie con altre due piccole torri di avvistamento poste nei punti che consentivano una maggiore visibilità (punti che erano anche maggiormente fortificati): una ad ovest che guardava la valle, e un'altra pentagonale, rivolta verso Turci. Vi era poi una terza piccola cinta, di epoca successiva, detta rivellino, di rinforzo al punto più vulnerabile dell'intera struttura. Gli ambienti a sud già non esistono più, probabilmente, dalla vendita del maniero al Tura, poiché essi furono abbandonati. Quelli residenziali a nord, invece, vennero utilizzati fino all'inizio del secolo scorso, e sono gli unici a rimanere, in parte, ancora oggi. Si può ricostruire il loro aspetto grazie a delle testimonianze orali: l'ingresso principale era situato sulla facciata nord, dove era presente un portale in pietra. Nel cortile vi era un pozzo e dagli ambienti al piano terra partiva una scala in muratura che giungeva ai tre ambienti soprani (di cui uno adibito a cappella). La parte superiore aveva un cammino di ronda con merlature alte tre metri.
Al castello si arrivava tramite una mulattiera, su cui erano nate delle casupole rurali, e alcuni presidi dello stesso castello.

### Oggi

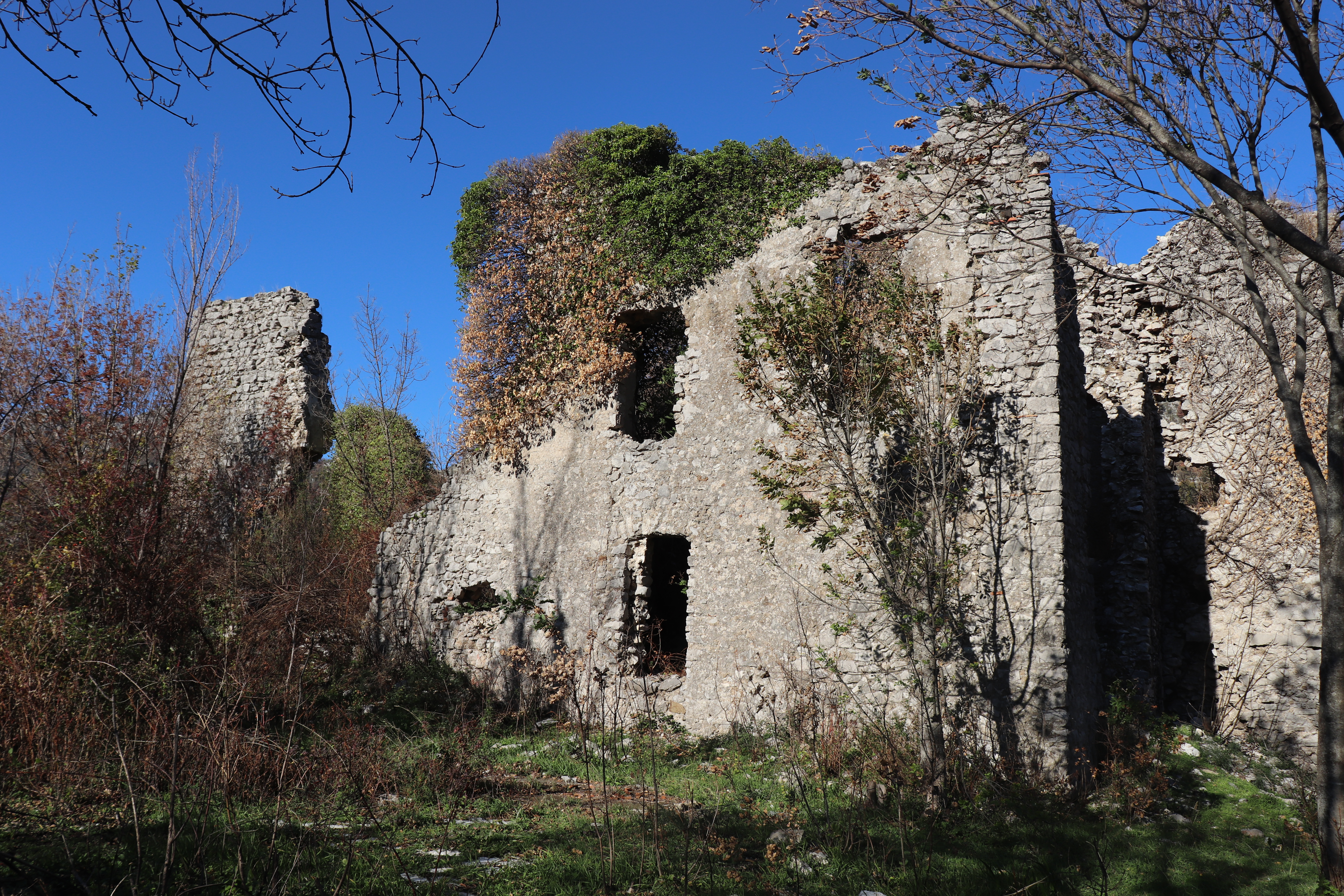
Il castello di Solofra visto da sud-est

Il castello oggi conserva buona parte della zona nord, con la torre mastio e quella a nord-ovest, entrambe con delle cisterne con volta a botte e intonaco idraulico alla base. Rimangono gli ambienti residenziali descritti sopra, tra i quali c'è anche un'interessante parte in stile gotico, che collegava il primo piano della torre mastio a quelle che erano i vani soprani, parte che presenta piccole volte a crociera ogivali. Rimangono inoltre diversi tratti delle cinte murarie. Osservando tutte le mura del castello, si nota che esse possono essere molto diverse fra loro: alcune sono più ordinate e regolari altre invece sono del tutto disordinate. Ciò è a causa dei continui rifacimenti che il fortilizio ha subito, a partire dalla riedificazione sveva, che ci ha lasciato la pianta quadrangolare e le torri (il mastio è anche assimilabile ad un dongione svevo), ai rifacimenti e fortificazioni rinascimentali come il rivellino, fino ad arrivare agli ultimi interventi realizzati quando il castello è stato riconvertito a casa rurale. Molte parti e alcuni vani del castello restano celati sotto le macerie dei crolli passati o sotto una folta vegetazione, che ha ricoperto, a volte totalmente, le mura e gli ambienti che restano, molti dei quali a serio rischio di crollo.

### Il parco storico e naturalistico
L'Associazione per la Salvaguardia dei Beni Culturali di Solofra si è fatta promotrice di un progetto di recupero del castello e dell'area circostante ad esso. L'intento è quello di ristrutturare ciò che rimane dell'edificio, e di creare uno spazio verde fruibile da tutta la cittadinanza, ripristinando anche le colture e le essenze selvatiche tipiche della zona. Il progetto non riesce ancora ad essere realizzato poiché il fondo è di proprietà privata e il comune di Solofra non provvede ancora ad una sua acquisizione/concessione, nonostante le condizioni precarie del rudere e la sua importanza storica.